# Vretstorp
Vretstorp is een plaats in de gemeente Hallsberg in het landschap Närke en de provincie Örebro län in Zweden. De plaats heeft 841 inwoners (2005) en een oppervlakte van 184 hectare.

## Geboren
- Thed Björk (1980), autocoureur